# Ibrahim Al Jabin
Pour les articles homonymes, voir Jabin (homonymie).
 (mars 2022).
La mise en forme du texte ne suit pas les recommandations de Wikipédia : il faut le « wikifier ».
Les points d'amélioration suivants sont les cas les plus fréquents. Le détail des points à revoir est peut-être précisé sur la page de discussion.
- Les titres sont pré-formatés par le logiciel. Ils ne sont ni en capitales, ni en gras.
- Le texte ne doit pas être écrit en capitales (les noms de famille non plus), ni en gras, ni en italique, ni en « petit »…
- Le gras n'est utilisé que pour surligner le titre de l'article dans l'introduction, une seule fois.
- L'italique est rarement utilisé : mots en langue étrangère, titres d'œuvres, noms de bateaux, etc.
- Les citations ne sont pas en italique mais en corps de texte normal. Elles sont entourées par des guillemets français : « et ».
- Les listes à puces sont à éviter, des paragraphes rédigés étant largement préférés. Les tableaux sont à réserver à la présentation de données structurées (résultats, etc.).
- Les appels de note de bas de page (petits chiffres en exposant, introduits par l'outil «  Source ») sont à placer entre la fin de phrase et le point final[comme ça].
- Les liens internes (vers d'autres articles de Wikipédia) sont à choisir avec parcimonie. Créez des liens vers des articles approfondissant le sujet. Les termes génériques sans rapport avec le sujet sont à éviter, ainsi que les répétitions de liens vers un même terme.
- Les liens externes sont à placer uniquement dans une section « Liens externes », à la fin de l'article. Ces liens sont à choisir avec parcimonie suivant les règles définies. Si un lien sert de source à l'article, son insertion dans le texte est à faire par les notes de bas de page.
- La présentation des références doit suivre les conventions bibliographiques. Il est recommandé d'utiliser les modèles {{Ouvrage}}, {{Chapitre}}, {{Article}}, {{Lien web}} et/ou {{Bibliographie}}. Le mode d'édition visuel peut mettre en forme automatiquement les références.
- Insérer une infobox (cadre d'informations à droite) n'est pas obligatoire pour parachever la mise en page.

Pour une aide détaillée, merci de consulter Aide:Wikification.
Si vous pensez que ces points ont été résolus, vous pouvez retirer ce bandeau et améliorer la mise en forme d'un autre article.
Ibrahim Al Jabin (en arabe ابراهيم الجبين), né en 1971, est un journaliste, chercheur, romancier et poète syrien. Il est lauréat du prix de littérature de voyage Ibn Battuta 2021.

## Biographie
Il est né en Syrie en 1971. Il a commencé à y écrire ses premiers livres. Ses œuvres ont été traduites dans des langues telles que l'allemand, le français et le turc. Il acquiert également rapidement une notoriété importante grâce aux documentaires et programmes télévisés qu'il produit. Il vit en Allemagne depuis 2011.

## Œuvres publiées

### Romans
- Un Juif de Damas traduit en français, Istanbul, Farabi Kitap, 2022[1]
- Aljamiado, FARABI KITAP (Istanbul) 2022[2]
- Eye of the Orient, traduit en allemand, Free Pen (Bonn) 2019[3]
- Journal d'un juif damascène, 2e version, ARAB INSTITUTE (Beyrouth) 2017
- Orientes Oculus, ARAB INSTITUTE (Beyrouth) 2016
- Journal d'un juif de Damas, Khotowat (Damas) 2007

### Œuvres poétiques
- «Respirez son air pour moi» Alsharq (Damas) 2010
- "Braris" Altaqueen (Damas) 2007
- «Marcher sur l'eau» Altaleaa (Damas) 2004
- 'Braris' Almostaqbal (Damas) 1994

## Récompenses
- The European Voyage - Fakhri Al Baroudi - Prix Ibn Battuta 2021 - (Londres)[4]

## Filmographie
- 2002 : Oussama Ben Laden
- 2008 : Opinion People
- 2008 : Culture Street
- 2010 : Enterré sous la poussière des autres
- 2010 : Prince Abdel Kader Aljazairi
- 2011 : Au nom du peuple
- 2012 : Road To Damascus
- 2014 : Abou Al Qaqaa Alsouri
- 2020 : The Spy 88 - Eli Cohen
- 2021 : Al Qubaysiat